# Ian Stuart Donaldson
Ian Stuart Donaldson (Poulton-le-Fylde, 11 augustus 1957 – Derbyshire, 24 september 1993) was de zanger en oprichter van de Britse rechts-extremistische band Skrewdriver.

## Levensloop
Donaldson groeide op in Blackpool, waar hij in 1977 de punkband Skrewdriver oprichtte na een concert van de Sex Pistols bezocht te hebben. De oorspronkelijke band had geen politieke motieven en viel in 1979 uit elkaar. In 1982 richtte Donaldson de band opnieuw op, nu met andere muzikanten. Deze nieuwe band maakte racistische muziek en had connecties met diverse extreemrechtse organisaties.
Donaldson had buiten Skrewdriver nog vele nevenprojecten. Zo bracht hij twee platen met ballads uit samen met Stigger, de gitarist van Skrewdriver, en samen met leden van Demented Are Go bracht hij onder de naam Ian Stuart and the Klansmen enkele cd's uit.
Donaldson werd de leider van Blood & Honour, een neonazistische organisatie die zich bezighoudt met de distributie van racistische muziek en propaganda, en de organisatie van rockconcerten. Omdat de organisatie geweld propageert en veel leden veroordeeld zijn wegens geweld of wapenbezit, is Blood & Honour in diverse Europese landen verboden.
Op 24 september 1993 kwam Donaldson om het leven bij een auto-ongeluk. Vrienden en geestverwanten vermoedden een complot van de Britse geheime dienst MI5 of een onbekende extreemlinkse organisatie, maar daar is nooit enig bewijs voor gevonden.
Donaldson was een van de invloedrijkste personen binnen de neonazistische punkmuziek, ook wel Rock Against Communism genoemd.
Sinds de dood van Donaldson in 1993 worden er jaarlijks op zijn overlijdensdatum of in de week van zijn overlijdensdatum in verschillende landen ISD-memorials gehouden, meestal of uitsluitend georganiseerd door Blood & Honour. Dit zijn ondergrondse festivals met verscheidene R.A.C.-bands die merendeels in Engeland worden georganiseerd. Om verboden en antiracisten te omzeilen en zichzelf niet in gevaar te brengen, huurt Blood & Honour steeds een zaal onder een andere naam en onder andere voorwaarden. Ook op de affiches en flyers die via het internet te raadplegen zijn, wordt de exacte locatie nooit weergegeven. Gewoonlijk krijgen de ingewijden kort van tevoren een sms'je met de exacte locatie. Het is vaak moeilijk, ook voor politiediensten, om erachter te komen waar en wanneer dergelijke concerten plaatsvinden.

## Donaldson als symbool
Donaldson wordt door verschillende personen en groeperingen met extreemrechtse ideeën als een leider en een lichtend voorbeeld beschouwd. Hij was iemand die met het nodige charisma veel jongeren wist over te halen zich aan te sluiten bij het rechts-extremisme.
- International Standard Name Identifier: 0000 0003 7187 5915
- Library of Congress Control Number: no2011054841
- MusicBrainz: 34998213-ac97-43d5-bab2-2acebe94ecf3
- Virtual International Authority File: 170317774
- WorldCat: E39PBJy8pvfxVVpgXD77tybw4q